# Abraziv
Abrazivii sunt materiale dure, aglomerate sau pulverulente, naturale (în acest caz au origine minerală ) sau sintetice, cu ajutorul căruia se pot desprinde, prin frecare, așchii mici dintr-un alt material. Se întrebuințează la prelucrarea suprafeței pieselor de metal, de sticlă etc., a pietrelor prețioase, a mineralelor și a altor materiale. Poate fi folosit sub formă de pulbere uscată sau amestecată cu ulei (ex. praf de șmirghel), de pulbere lipită pe hârtie ori pe pânză (ex. hârtie sticlată) sau de unelte (abrazoare).

## Materiale abrazive naturale
Din categoria materialelor abrazive naturale fac parte: cuarțul (SiO2), șmirghelul (25-30% Al2O3 +Fe2O3 + silicați), cu duritatea Mohs 7 -8, folosit la pânzele abrazive și hârtiile abrazive, precum și la pietrele abrazive de mână și corindonul natural (până la 95% Al2O3) cu duritatea 9.

## Materiale abrazive sintetice
Materialele abrazive sintetice sunt: electrocorindonul (corindon sintetic), carbura de siliciu (denumită comercial carborundum), carbura de bor și nitrura cubică de bor.
Electrocorindonul se sintetizează la temperaturi de 2000...2050°C, în cuptoare electrice, din minereuri bogate în oxizi de aluminiu, de exemplu în bauxită. În funcție de procentul de oxid de aluminiu obținut, electrocorindonul poate fi de două varietăți: electrocorindon normal (cu minim 94,6% Al2O3) de culoare cenușie sau roz-roșcată și electrocorindon nobil (cu 99% Al2O3) de culoare roz-deschis sau albă.
Carbura de siliciu (SiC) se realizează în cuptoare electrice, la 1800...1850°C, din nisip de cuarț și cocs. Se disting carbura de siliciu neagră, simbol Cn (cu un conținut sub 95% de SiC) și carbura de siliciu verde, simbol Cv (cu un conținut de peste 97% SiC). Carbura de siliciu verde este superioară, are duritate mai mare și cu muchii  mai ascuțite, dar este și mai fragilă.
Carbura de siliciu se distinge printr-o duritate foarte mare, între 9 și 10 după scara Mohs, însă este mai puțin tenace decât corindonul. 
Carbura de siliciu se folosește pentru rectificarea materialelor fragile: fontă cenușie, fontă maleabilă înainte de recoacere, pentru materiale foarte moi: bronz moale, aluminiu, alamă, cupru, precum și pentru ascuțirea plăcuțelor din carburi metalice sinterizate ale sculelor așchietoare.
Carbura de bor este un compus chimic cu 85...95% carbură de bor cristalizată  și se obține prin topirea oxidului de bor cu carbon. Are o duritate mai mare decât carbura de siliciu și este foarte fragilă. Se utilizează în special ca pulbere sau pastă abrazivă pentru lepuire. 
Nitrura cubică de bor se obține prin supunerea nitrurii de bor cristalizată în sistem hexagonal unei acțiuni combinate de presare sub regim termic ridicat, condiții în care își schimbă structura cristalină din sistem hexagonal într-un sistem cubic asemănător diamantului (structură cristalină de blendă). Se caracterizează prin rezistență foarte mare la uzură în exploatare. Este realizată în SUA sub denumirea comercială de borazon și în Rusia cu denumirea elbor și cubonit.